# Geschiedenis van het bibliotheekwezen

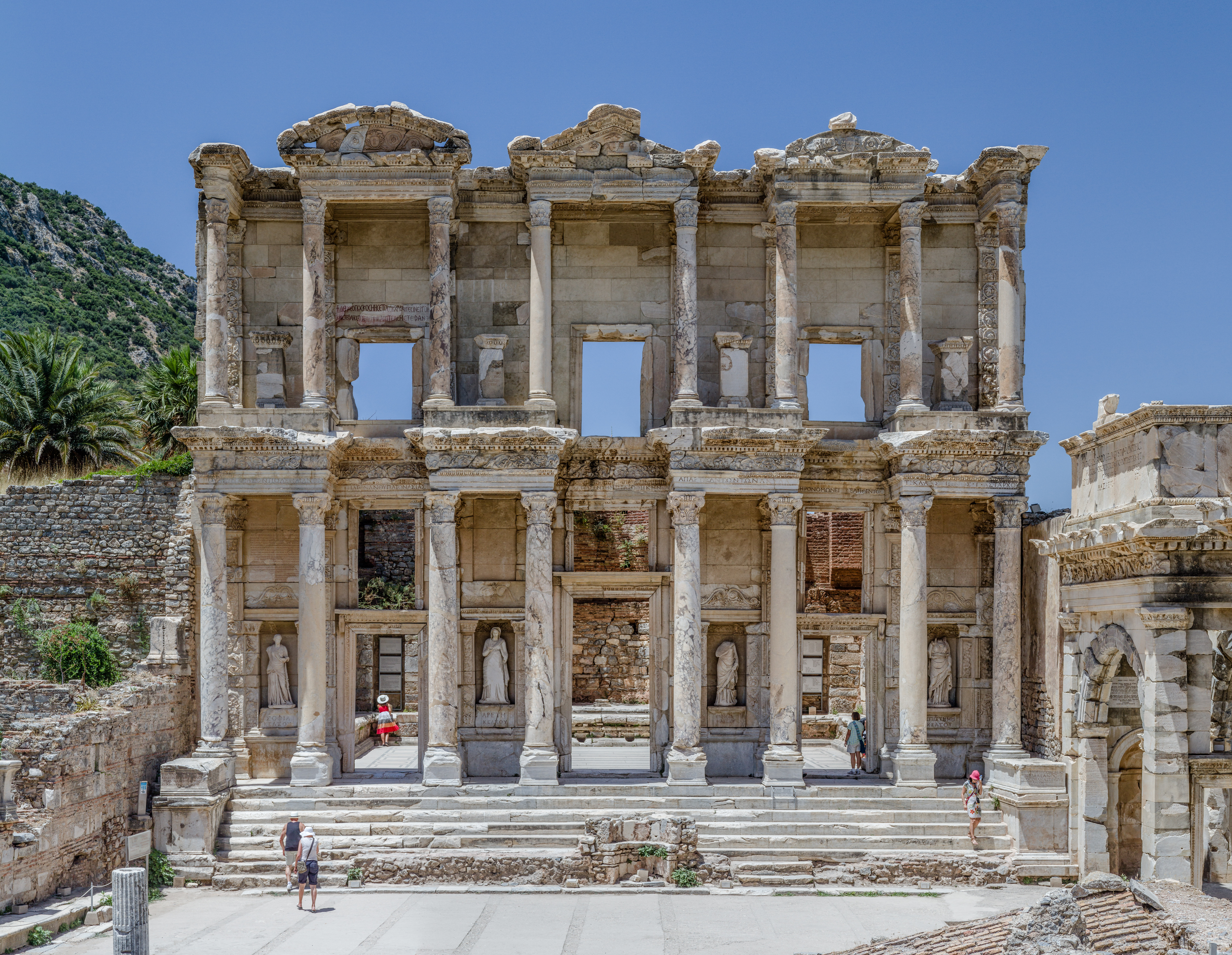
De voorgevel van de Bibliotheek van Celsus in Efese, Turkije, die in de hellenistische tijd werd opgericht.

Dit artikel behandelt de geschiedenis van het bibliotheekwezen van de oudheid tot het heden.

## Oudheid
Bibliotheken bestonden al in het oude Soemer en oude Egypte. De latere Assyriërs en Babyloniërs legden ook bibliotheken aan waarvan gedeeltes zijn teruggevonden en vertaald.
De bibliotheken waren in de oudheid bijna uitsluitend tempelbibliotheken waar nieuwe 'geestelijken' lezen, schrijven en het beheer van koninklijke en tempel-organisaties leerden. Deze bibliotheken bestonden uit rekken met kleitabletten. Meestal stond op het tablet een verwijzing in welk rek het thuishoorde. Een beroemde bibliotheek met kleitabletten is die van Ebla, die in vlammen is opgegaan. Daarbij werden de tabletten gebakken tot vrijwel onverwoestbare bakstenen die nog uitstekend te lezen zijn. In Egypte schreef men meestal op papyrus, gemaakt van stengels van het langs de Nijl overvloedig aanwezige papyrusriet. Overigens is het waarschijnlijk dat men in Mesopotamië en andere plaatsen ook op papyrus en dergelijke schreef maar daarvan is niet veel teruggevonden omdat papyrus veel vergankelijker is dan kleitabletten.
In de Griekse oudheid begonnen filosofen privébibliotheken aan te leggen. Vermaard waren de verzamelingen van de staatsman Solon en de filosoof Aristoteles. In Carthago, Fenicië en het Perzische Rijk waren grote bibliotheken in de belangrijkste steden maar de meeste werden verwoest tijdens oorlogen en stadsbranden zoals bij de verwoesting van Carthago bij de Derde Punische Oorlog. Volgens enkele passages in de Bijbelboeken koningen en kronieken hielden ook de Israëlieten (nu verloren gegane) bibliotheken-archieven in stand bij de Joodse tempel en/of het koninklijk paleis in Jeruzalem waar geschiedenis-, bevolkings- en handelsgegevens werden bewaard. Vanaf de hellenistische periode kwamen er openbare bibliotheken. De voornaamste waren deze van Alexandrië en Pergamon. Begunstigd door hun rivaliserende heersers, torenden ze boven de andere bibliotheken uit.
Tijdens de bloeitijd van het Romeinse Rijk waren er in de belangrijkste steden bibliotheken. Rome kreeg haar eerste openbare bibliotheek in de 1e eeuw v.Chr. Marcus Varro, die een verhandeling Over de bibliotheken had geschreven, kreeg van Julius Caesar de opdracht er een op te richten, maar Caesars dood verhinderde dat. 
Privébibliotheken verschenen in de Late Republiek, toen Seneca in zijn werk "De tranquillitate animi" kritiek had op bibliotheekeigenaren die bibliotheken luxueus inrichtten en vulden met een verscheidenheid aan materialen, maar zelfs de titels van de boeken zelf nauwelijks konden lezen:
Waarom de talloze boeken in de kasten, waarvan de eigenaar in zijn hele leven de titels nauwelijks leest? […] Waarom denk je dat het nodig is dat iemand achter kasten van citrushout of ivoren aan zit [...] iemand die het meeste plezier beleeft aan de omslagen en titels van zijn eigen boeken? [...] dozen opgestapeld tot aan het plafond [...] deze verzamelde creaties van grote geesten, met portretten van de auteur, gerangschikt in volgorde, worden gekocht voor het uiterlijk en de decoratie van de muren.
Enige tijd later verzamelde Asinius Pollio een collectie in de tempel van de Vrijheid. Er was een afdeling Grieks en een afdeling Latijn. 
De Romeinen stelden zich dus niet tevreden met vertalingen, maar maakten uit nationale trots de twee afdelingen wel even groot, al was de Griekse literatuur veel omvangrijker. Dit tweeledige model kreeg navolging in de nieuwe bibliotheken die werden geopend om de groei van de boekproductie bij te houden. Keizer Augustus stichtte bibliotheken op de Palatijn en in de Porticus van Octavia, en na hem volgden Tiberius en Vespasianus zijn voorbeeld. De grootste en meest luxueuze kwam in 112 op het Forum van Trajanus. Zoals haar voorgangers was ze versierd met busten van grote schrijvers, die zo werden gecanoniseerd.
Vanaf de 2e eeuw werden leeszalen ingericht in badhuizen. Dit bracht het lezen naar alle hoeken van het rijk en zorgde ook voor een verbreding van de leescultuur, omdat de populaire setting de drempel verlaagde. Na het baden in de thermen kon men zich ontspannen met het lezen van literatuur. De Romeinse keizers bleven investeren in Alexandrië en Pergamon, en schonken ook Athene in de 2e eeuw een nieuwe bibliotheek. Een tweede werd bekostigd door een lokale weldoener. Ook de Bibliotheek van Celsus was een privaat initiatief tot algemeen nut. Het westen van het rijk was heel wat minder goed bedeeld (op Rome zelf na, dat 29 bibliotheken telde in 350). Bijzonder is de verkoolde bibliotheek, bewaard uit het in 79 n.Chr. bedolven Herculaneum. Voor Carthago bestaat textueel bewijs en voor Timgad archeologisch. Vermoedelijk waren toch ook in veel kleinere steden bibliotheken aanwezig. Vooral Marseille stond bekend als een centrum van beschaving, waar ook veel Romeinen en geromaniseerde autochtonen uit de Lage Landen zich verder bekwaamden in studie van bijvoorbeeld de Griekse en Latijnse literatuur. Tijdens en na de Grote Volksverhuizing werden veel bibliotheken verwoest zodat in Europa veel kennis verloren ging.

### Alexandrië

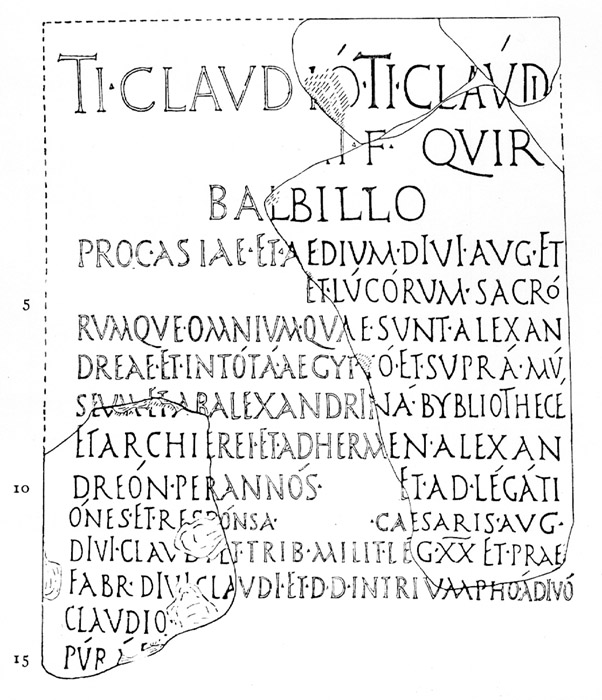
Deze inscriptie met betrekking tot Tiberius Claudius Balbillus van Rome (79 na Chr.) vermeldt "ALEXANDRINA BYBLIOTHECE" (achtste regel)

De beroemdste bibliotheek van de oudheid was de bibliotheek van Alexandrië die in de hellenistische periode in Egypte werd gesticht. De Egyptisch-Griekse dynastie der Ptolemaeën wilde deze verzameling compleet maken, dat wil zeggen dat zij van alle hun bekende boeken een kopie wilden hebben. Een bekend verhaal is dat elk schip dat aanmeerde in de haven zijn boeken moest afgeven aan de bibliotheek. Dit werd dan gekopieerd en het origineel werd in de Alexandrina bewaard. De reizigers moesten zich tevreden stellen met de kopie. Van de Alexandrina zijn geen overblijfselen. Hoe deze bibliotheek aan zijn definitieve eind kwam is nog steeds een strijdpunt onder historici. Er zijn verschillende versies hierover in omloop. Al in de Romeinse tijd is er een brand geweest, en toen in de 7e eeuw de moslims kwamen oordeelde kalief Omar dat als deze boeken hetzelfde vertelden als de Koran, ze overbodig waren. Als de boeken iets anders zeiden waren ze onjuist. De boeken - grotendeels papyrusrollen - werden dus, althans volgens deze omstreden legende, vernietigd. Maar hoogstwaarschijnlijk was er tegen het eind van de 4e eeuw al niet veel meer over van de bibliotheek. Er zijn ook enkele passages bekend van oude kroniekschrijvers die erop lijken te wijzen dat een flink deel van de bibliotheek naar Constantinopel verscheept werd nadat deze stad de hoofdstad van het (Oost)Romeinse rijk werd.

## Middeleeuwen

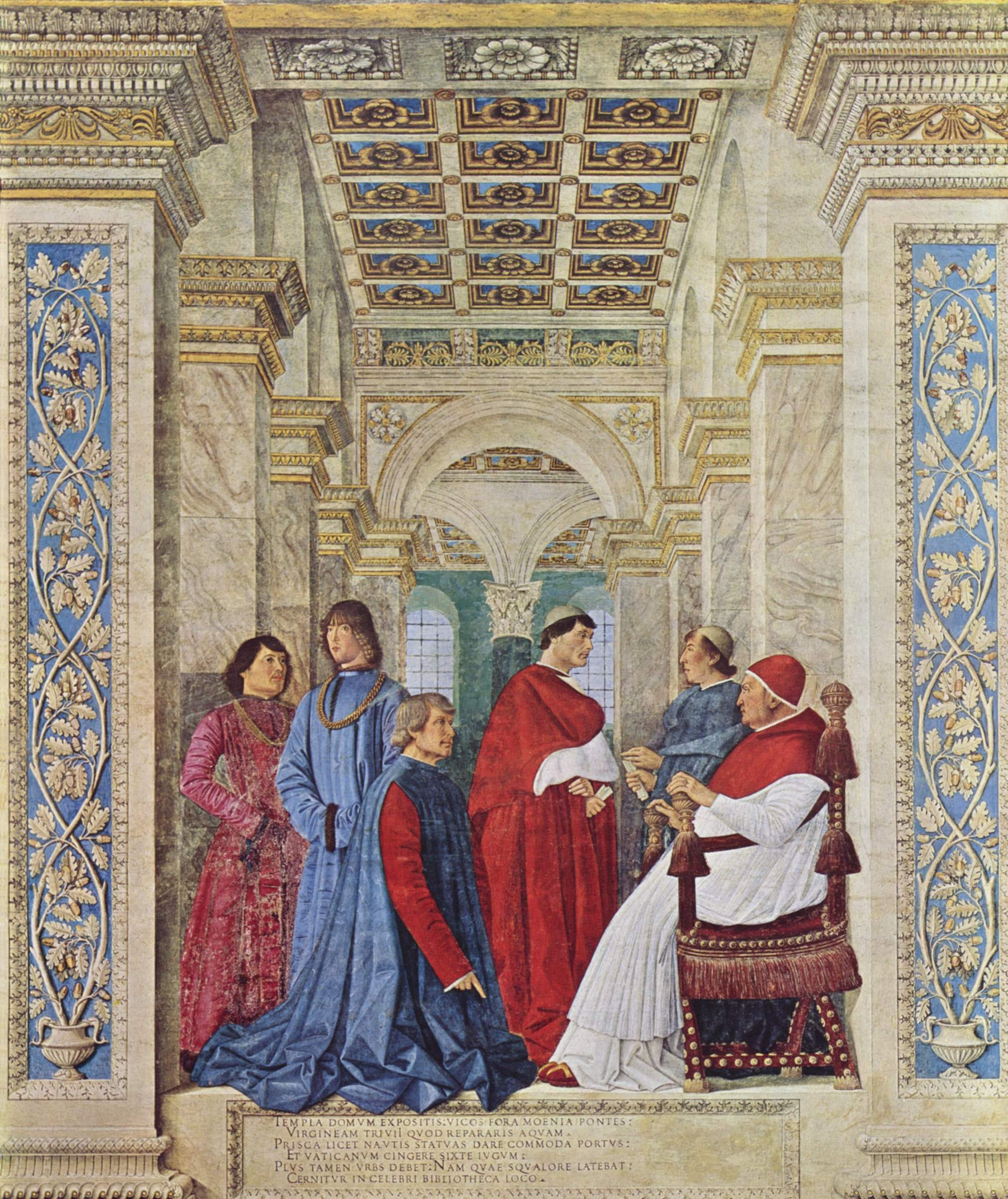
Sixtus IV benoemt zijn bibliotheekprefect (door Melozzo da Forli, 1477)

In de islamitische wereld bouwde men doorgaans voort op de traditie van voorafgaande culturen. Zo ontstonden al vroeg nieuwe bibliotheken in Caïro, Bagdad, Kairouan, Granada en Córdoba. De oudste nog functionerende bibliotheek ter wereld bevindt zich in de Al-Qarawiyyinmoskee in Fez in het huidige Marokko. Deze werd in 859 gesticht door Fatima El-Fihriya. In Europa was de belangrijkste bibliotheek deze van Constantinopel. Verder waren er in Europa eigenlijk alleen kloosterbibliotheken van enige betekenis.
In de Middeleeuwen werden opnieuw enige seculiere (niet-kerkelijke) bibliotheken gesticht die onderdeel waren van de nieuwe universiteiten in Parijs, Genua en Venetië. Veel in Europa verloren gegane kennis kwam via Constantinopel en de Arabieren weer terug naar het noorden. In de Renaissance verspreidde zich allengs weer een intellectuele sfeer over West-Europa. De pausen richtten eind 15e eeuw de Biblioteca Apostolica Vaticana op.
Een zeer belangrijke uitvinding uit de late middeleeuwen was de drukpers die ervoor zorgde dat kennis zich voortaan snel kon verspreiden over een groot gebied en zo ook niet meer snel verloren kon gaan. Voorheen bestond van weinig gelezen werken de totale oplage meestal uit maar enkele tientallen exemplaren of zelfs maar een enkel handschrift. Zo is dan ook het overgrote deel van de antieke literatuur voor altijd verloren gegaan als het laatste afschrift van een boek uiteindelijk verdwenen was door slijtage, brand, diefstal of vandalisme. Door de boekdrukkunst werden van de meeste geschriften oplages van minstens enkele honderden stuks gemaakt zodat de kans op verloren gaan veel kleiner werd. De steeds ingewikkelder maatschappij bevorderde de geletterdheid van steeds meer mensen en hierdoor werd de potentiële markt voor boeken steeds groter. Hierdoor ging de ontwikkeling steeds sneller en werd de behoefte aan bibliotheken zo groot dat deze zich als een bosbrand over Europa en vervolgens over de rest van de wereld verspreidden.

## Nieuwe Tijd

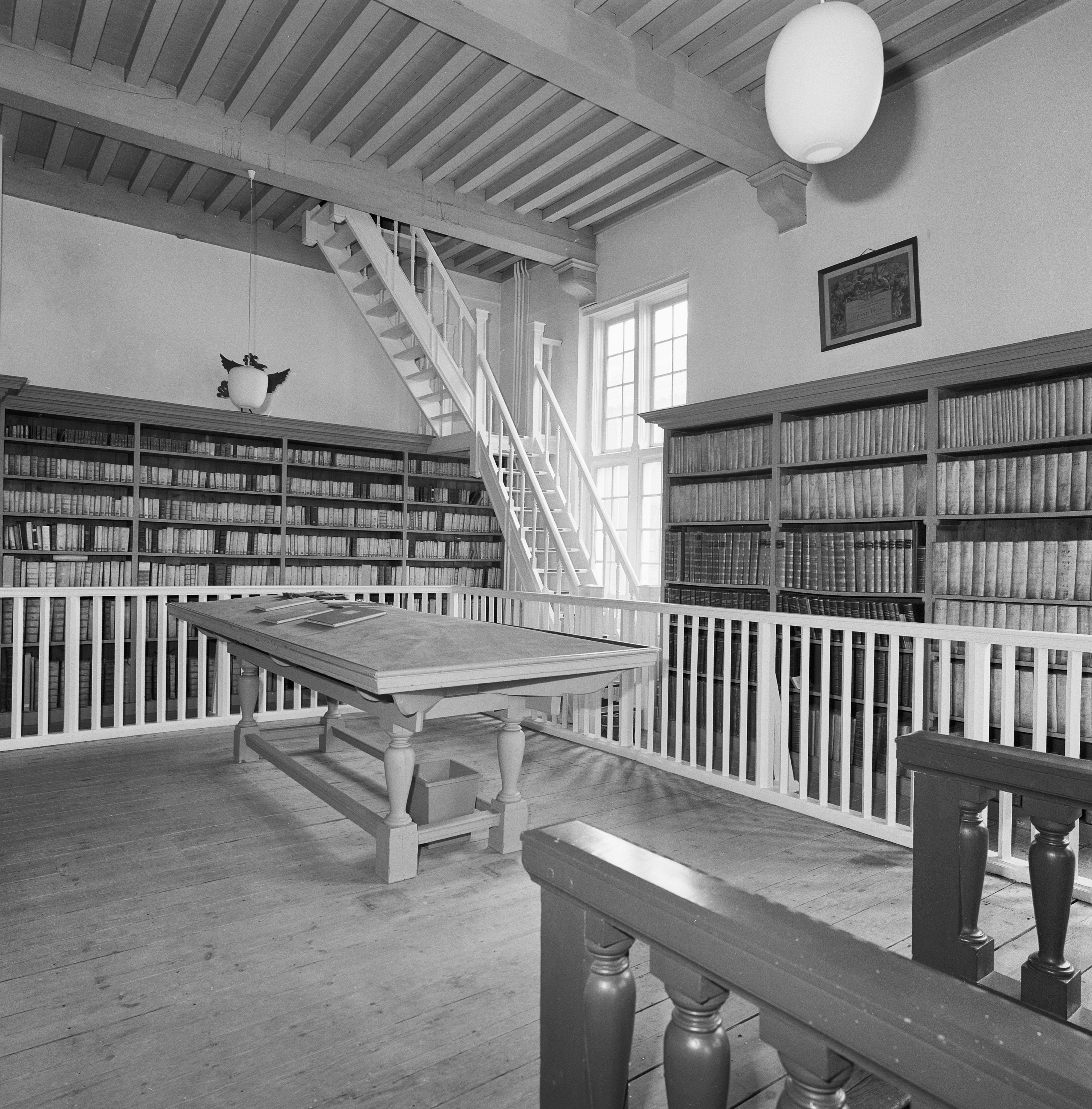
Bibliotheca Thysiana (Leiden)

Vanaf het eind van de vijftiende eeuw tot het eind van de zestiende eeuw ontstonden in Europa de eerste universiteitsbibliotheken, stadsbibliotheken en andere openbare bibliotheken. De Stadsbibliotheek van Antwerpen ontstond in 1481 na een schenking van 41 boeken en is daarmee de oudste stadsbibliotheek van België. In Nederland is de Stadsbibliotheek van Deventer uit 1560 de oudste stadsbibliotheek. Tot de vroegste openbare bibliotheken van Europa behoren de Bodleian Library te Oxford (1602), de Biblioteca Angelica te Rome (1604), de Biblioteca Ambrosiana te Milaan (1609) en de Bibliotheca Thysiana in Leiden (1655).
Vele zaken die tegenwoordig vanzelfsprekend zijn voor een universiteitsbibliotheek, werden voor het eerst in praktijk gebracht door de bibliotheek van de Universiteit Leiden, zoals de publicatie van een gedrukte catalogus (1595). Vele bibliotheken uit het bezit van vorsten werden in de 19e eeuw overgenomen door de overheid: zo kwamen bijvoorbeeld de collecties van de hertogen van Beieren terecht in de Bayerische Staatsbibliothek te München, samen met het boekenbezit van vele in 1803 opgeheven kloosters. De hofbibliotheek van de Pruisische koningen vormt de oude kern van de huidige Staatsbibliothek zu Berlin. De collecties van de hertogen van Braunschweig vormen de basis van de Herzog August Bibliothek te Wolfenbüttel. Tegen 1900 had iedere zichzelf respecterende stad in de westerse wereld een bibliotheek. De grote hoofdsteden en universiteiten hebben bibliotheken met soms miljoenen boeken in hun collecties.
Vanaf het midden van de 19e eeuw begon vanuit Engeland de zegetocht van de openbare bibliotheek. Van oorsprong bedoeld om de arbeidersstand te verheffen, werd de openbare bibliotheek gaandeweg een instrument voor de democratisering van de maatschappij. Dit proces bereikte een hoogtepunt vlak na de Tweede Wereldoorlog, toen het Unescomanifest de positie van de openbare bibliotheek in een gedemocratiseerde samenleving onderstreepte.
In het begin van de twintigste eeuw kwamen initiatieven van de grond om mensen in afgelegen gebieden toegang te verschaffen tot boeken. In 1905 begon in de Verenigde Staten de eerste rijdende bibliotheek. Gedurende de crisisjaren in die tijd werden de meest geïsoleerde gemeenschappen aldaar bediend door het zogenaamde Pack Horse Library Project. Nederland heeft de bibliotheekbus vanaf 1951.

## Heden
In de huidige wereld worden de bibliotheken steeds meer centra waar vele informatiestromen samengebracht worden en beschikbaar gemaakt voor klanten. De grootste bibliotheken ter wereld, zoals de Library of Congress, de British Library, de Bibliothèque nationale de France en ook de Koninklijke Bibliotheek in Den Haag, werken samen aan het grensoverschrijdend beschrijven, ordenen en ontsluiten van miljoenen publicaties.
Ook internet en andere elektronische infrastructuur en media versnellen dit proces van versmelting van informatie. Sommige onderzoekers denken dat dit proces zal leiden tot het ontstaan van een globaal brein dat ten slotte alle menselijke kennis integreert en dat overal ter wereld te raadplegen is. Dit toekomstperspectief leidt tot snelle vernieuwing van klassiek bibliotheekwerk.